# Asaccus caudivolvulus
Asaccus caudivolvulus е вид влечуго от семейство Phyllodactylidae. Видът не е застрашен от изчезване.

## Разпространение
Разпространен е в Обединени арабски емирства и Оман.

## Описание
Популацията на вида е стабилна.